# 皇甫渙
皇甫渙（1506年—？），字時亨，號莲塘，直隸蘇州府吳江縣人，民籍，明朝政治人物。

## 生平
嘉靖十九年庚子科（1540年）應天府鄉試第九十七名舉人。嘉靖二十六年（1547年）中式丁未科會試第二百七十九名，登第三甲第六十八名進士。都察院觀政，授南昌縣知县，嘉靖三十一年（1552年）補順天府固安縣知縣。升刑部主事，進員外郎。不久，出官廣東僉事，平定苗民張璉嘯亂，升布政司參議。後被彈劾歸里。因生毒瘡而卒。善画山水，有元人笔趣。著有《莲塘漫笔》。

## 家族
曾祖皇甫廷璧；祖父皇甫傑，義官；父皇甫牧，母吳氏。子皇甫桢。

## 外部連結
- 七都镇志 第十三卷 人物传[永久]

| 官衔          | 官衔                                        | 官衔                     |
| ------------- | ------------------------------------------- | ------------------------ |
| 前任： 周大有 | 江西南昌縣知縣 嘉靖二十六年（1547年）上任   | 繼任： 汪佐 以通判摄县事 |
| 前任： 王喬年 | 順天府固安縣知縣 嘉靖三十一年（1552年）上任 | 繼任： 崔宗堯            |